# معهد الثقافات في تيميشوارا
المعهد متعدد الثقافات في تيميشوارا (Intercultural Institute Timisoara) هو منظمة غير حكومية، مستقلة وبدون ربح مالي، لها نشاط تعليمي وثقافي ومدني وعلمي، بدون أهداف سياسية، وتعزز القيم المشتركة بين الثقافات والمواطنة النشطة واحترام حقوق الإنسان.
تأسست في عام 1992، بدعم من السلطات المحلية من تيميشوارا ومجلس أوروبا. يسعى المعهد إلى تطوير البعد الثقافي في مجال التعليم والثقافة مع تعزيز مناخ التسامح والحوار الخاص بمدينة تيميشوارا على المستويين الوطني والدولي. وقد أنشأ شبكة واسعة من الشركاء من جميع أنحاء العالم، بما في ذلك المؤسسات والمنظمات غير الحكومية والمهنيين من مجالات مختلفة، مثل التعليم والثقافة والشباب والأقليات.
يعد دعم مجتمعات الروما إحدى أولويات المعهد ويتم تنفيذ المشاريع بشكل مستمر. ومن بينها، توظيف وسطاء مدارس الروما، والتدريب (متعدد الثقافات) للمعلمين والوسطاء، والتعاون بين الروما والسلطات المحلية ومراقبة الصحافة / وسائل الإعلام. حاليًا، يشارك المعهد الدولي للتكنولوجيا في إنشاء مراكز إدماج الروما (التعاون عبر الحدود مع صربيا) وهناك نموذج تجريبي يقترح فيه طلاب المدارس الثانوية حلولًا لقضايا الروما.
في عام 1998، أصبح المعهد أول مؤسسة أوروبية شرقية تنسق مشروع SOCRATES - COMENIUS 2 - مشروع theEURATOM ، الذي يطور مبادئ توجيهية منهجية وموارد للمعلمين العاملين مع أطفال الروما من أجل دمج ثقافة الروما في العملية التعليمية. منذ ذلك الحين طور المعهد الدولي للتكنولوجيا شراكات وثيقة مع العديد من المنظمات غير الحكومية المدنية والأقليات والشباب من يوغوسلافيا. ممثلان عن المعهد الدولي للتكنولوجيا هما عضوان في مجموعات العمل التابعة لفريق العمل المعني بالتعليم التابع لميثاق الاستقرار لجنوب شرق أوروبا.

## التعليم بين الثقافات
هو عنصر أساسي في أنشطة المعهد. منذ إنشائه، دعئ (IIT) إلى إدخال التعليم بين الثقافات في المناهج المدرسية، في رومانيا، في أوروبا وخارجها. بهذا المعنى، يقوم فريق الخبراء والمدربين لديخ بتطوير مشاريع وأنشطة تجريبية لتعزيز التعليم بين الثقافات في المدارس لجميع الطلاب، مثل تدريب المعلمين وتطوير الموارد التعليمية والبحوث.
علاوة على ذلك، يعمل (IIT) على المستويين الأوروبي والدولي لتعزيز التعلم بين الثقافات في التعليم غير الرسمي، والحوار بين الثقافات وإدارة المشاريع بين الثقافات، من خلال مشاريع تستهدف مجموعات مختلفة مثل: الشباب، وموظفي الخدمة المدنية، والمهاجرين، ونشطاء الأقليات والأغلبية، والصحفيين، والمدنيين. المجتمع والمؤسسات الثقافية، إلخ. اقرأ للمزيد

## التربية على المواطنة الديمقراطية وحقوق الإنسان
المواطنة الديمقراطية هي أحد مكونات برامجنا التي تشمل مجموعة واسعة من الأنشطة في مختلف المجالات، مثل: التعليم، والفنون، والاندماج الاجتماعي، والمسؤولية الاجتماعية من خلال اقتصاد مستدام، والمشاركة الفعالة لمجموعات مختلفة من المواطنين (الشباب، النساء، الأقليات)، وتعزيز واحترام حقوق الإنسان.
التثقيف في مجال حقوق الإنسان هو نهج شامل في جميع أنشطتنا وموضوع رئيسي لبعض المشاريع التي ننفذها. يتعاون المعهد الدولي للتكنولوجيا مع مجلس أوروبا بشأن هذه المسألة منذ عام 2002، عندما تم نشره باللغة الرومانية. بعض زملائنا خبراء في مجلس أوروبا في مجال التثقيف في مجال حقوق الإنسان والمجالات الأخرى ذات الصلة.
IIT هو عضو نشط في شبكة دارا (DARE) - الديمقراطية وتعليم حقوق الإنسان في أوروبا، وهي شبكة أوروبية تتكون في الغالب من المنظمات غير الحكومية والمؤسسات التعليمية ومقدمي التدريب الذين يروجون للمواطنة الديمقراطية النشطة وحقوق الإنسان في التعليم الرسمي وغير الرسمي، وكذلك في التعلم مدى الحياة. اقرأ المزيد

## الهجرة والمهاجرين
منذ عام 2005، نفذ المعهد عددًا من المشاريع لتسهيل اندماج المهاجرين في رومانيا. وركزت هذه المشاريع على ثلاثة مجالات رئيسية: (1) إستراتيجية شاملة لتطوير آليات التشاور بين المهاجرين والسلطات العامة والمجتمع المدني على المستويين المحلي والوطني؛ (2) برامج تعلم اللغة الرومانية والتوجيه الثقافي؛ (3) البحث. كان المعهد عضوًا في منتدى الهجرة الأوروبي (منتدى التكامل الأوروبي سابقًا) منذ عام 2009. اقرأ للمزيد

## روما
منذ إنشائه، كرس المعهد جزءًا كبيرًا من موارده لإدماج الروما. بالتعاون مع جمعيات الروما، طور المعهد مجموعة واسعة من المشاريع في هذا الصدد، مع التركيز على: التعليم، وتنمية المجتمع المدني للروما، ومكافحة التمييز ومكافحة الصور النمطية، وتمثيل الروما في وسائل الإعلام، وتعزيز الحوار بين السلطات العامة ومجتمعات الروما. تم تنفيذ المشاريع على المستوى المحلي والوطني والأوروبي، مع مراعاة خصوصية مجتمعات الروما المختلفة، فضلاً عن العوامل الاجتماعية والاقتصادية والثقافية التي تسهل أو تعوق / تعيق اندماجهم في أجزاء مختلفة من القارة. اقرأ المزيد

## العمل مع الشباب
كما أن الشباب هم المستفيدون والشركاء في الحوار وتطوير المشاريع والسياسات العامة لهم وللمجتمعات التي يعيشون فيها.
لقد كان المعهد الثقافي منسقًا لمجلس الشباب المحلي في تيميشوارا منذ إنشائه في عام 2003. وقد نسق المعهد في تطوير إستراتيجية تيميشوارا للشباب وشارك في عملية التشاور بشأن التشريع الوطني للشباب. بعض العاملين في المعهد هم خبراء في الشبكة الوطنية للمدربين من أجل برنامج الشباب الناشط.
شبكة Youth Express (Y.E.N.) - منظمة تضم أعضاء من جميع أنحاء أوروبا تهدف إلى أن تكون صوت الشباب على المستوى المحلي والإقليمي والأوروبي والمساهمة في اندماجهم الكامل في المجتمع. تقلد IIT رئاسة Y.E.N من 2009 إلى 2012. اقرأ المزيد

## التعاون الثقافي عبر الحدود
المعهد هو رائد على المستوى الوطني في مجال تطوير السياسة الثقافية وتقييم السلطات العامة. لقد طور سياسات منذ عام 1999 في نظام تشاركي - مع نهج من القاعدة إلى القمة ومأسس على البحث الاجتماعي والبيانات الإحصائية المسبقة وتقييمات لاحقة. وسرعان ما أصبحت أمثلة للممارسات الجيدة وتم نشرها على المستويين الوطني والدولي من قبل وزارة الثقافة والبرلمان الروماني - مجلس النواب، وبعثة المفوضية الأوروبية، ومجلس أوروبا والمؤسسة الثقافية الأوروبية.
لقد استفادت مقاطعات تيميش وأراد وبلديات أوراديا، وبالخصوص آراد وتيميشوارا ستفادت بشكل مباشر من الاستراتيجيات الثقافية التي وجهت تطوير المجال، ووضعت أسس برامج مثل عاصمة الثقافة الأوروبية لتيميشوارا في عام 2021 أو ساهمت في الرسملة للتراث الثقافي لمزيد من التطوير، في حالة بلدية أوراديا.
رسم خرائط الموارد الثقافية والرسملة المستدامة للتراث الثقافي من خلال استراتيجيات ومقترحات لتطوير السياحة الثقافية كان في مجالات اهتمام المعهد منذ عام 2008، عندما بدأ في تنفيذ المشاريع، بشكل مباشر أو في شراكة، على المستوى الإقليمي أوعلى مستوى الدولي.
إن التعاون عبر الحدود مع منظمات من المجر وصربيا له تقليد طويل. منذ عام 1997 قام المعهد بتطوير مشاريع تعاون عبر الحدود مع المجر؛ في عام 1998 كان أول منظمة رومانية تقيم شراكات مع منظمات المجتمع المدني في صربيا؛ وبين عامي 1999 و 2002، شارك المعهد بنشاط في أنشطة ميثاق الاستقرار لجنوب شرق أوروبا. على مر السنين، تعاون في مشاريع التعاون الإقليمي مع بلغاريا وأوكرانيا وجمهورية مولدوفا ودول أخرى في جنوب شرق أوروبا. اقرأ للمزيد

## التنوع والإعلام
من خلال أنشطته، يعترف المعهد بالتنوع ويعززه باعتباره ثراءً وليس مشكلة. الاختلافات من حيث الثقافة والعرق والجنس والتوجه الجنسي والوضع الاجتماعي والاقتصادي والعمر والقدرات الجسدية والمعتقدات الدينية والمعتقدات السياسية أو الأيديولوجيات الأخرى يُنظر إليها على أنها مورد وتتم معالجتها بعناية على حد سواء كأبعاد مستعرضة لبرامجه وكمواضيع محددة لمشاريع مختلفة.
وسائل الإعلام هي إحدى الوسائل الرئيسية لتعزيز التنوع، ولكن أيضًا لإدامة الصور النمطية والأحكام المسبقة التي تؤدي حتماً إلى التمييز. يعمل على دعم الصحفيين والمؤسسات الإعلامية لتطوير نهج إيجابي للتنوع وتقديم وجهات نظر أكثر دقة في موادهم. ينفذ أيضًا برامج لتطوير التفكير النقدي للقراء وقدرتهم على التصفية من خلال التحيز الصريح أو الضمني. اقرأ للمزيد
1. 1 2 3 4 5  مذكور في: GRID Release 2018-11-14. مُعرِّف قاعدة بيانات البحث العالمية (GRID): grid.500365.5. تاريخ النشر: 14 نوفمبر 2018. مُعرِّف الغرض الرَّقميُّ (DOI): 10.6084/M9.FIGSHARE.7346852.